# 淺井惠倫
淺井惠倫（1894年12月25日—1969年10月9日）是日本石川縣能美郡苗代村（現小松市）出身的語言學者。台灣、東南亞諸語言研究者。歷任日本語言學會評議員、日本民族學會評議員、東京外國語大學亞洲・非洲語言文化研究所營運委員。

## 來歷
- 1894年：生於石川縣能美郡苗代村（現･小松市）。
- 1912年：縣立小松中學校畢業。
- 1915年：第四高等學校畢業。
- 1918年：東京帝國大學文科大學畢業（言語學科專攻）。
- 1922-3年：歷任福井市立商業學校、小松町立商業學校教諭等。
- 1924年：大阪外國語學校（新制大阪外國語大學的前身）講師。
- 1926年：大阪外國語學校教授。
- 1934年：荷蘭留學。
- 1936年：論文『ヤミ語の研究』（雅美語之研究）獲得莱顿大学文學哲學博士學位。台北帝國大學助教授、翌年教授。
- 1943年：東京帝國大學文學部講師。
- 1945年：國立台灣大學文政學院、翌年任職於台灣省編譯館。
- 1947年：聯合國軍總司令部（GHQ/SCAP）民間情報教育局（CIE）顧問。東京大學文學部講師。
- 1949年：日本國立國語研究所研究員。
- 1950年：金澤大學講師、翌年教授。
- 1957年：南山大學教授。
- 1969年：逝世。享壽75歲。

## 著書
- 1935年 （和小川尚義共著） 『原語による台灣高砂族傳說集』台北帝國大學言語學研究室

## 關連資料
- 東京外國語大學アジア・アフリカ言語文化研究所編　『小川尚義・淺井惠倫台灣資料研究』（2005年） ISBN 4-87297-900-1
- 土田滋：『人と学問 浅井恵倫』；『社会人類学年報』第10号(1984)pp.1-28(弘文堂)に発表

## 關連項目
- 小川尚義（語言學者）
- 伊能嘉矩、金關丈夫、森丑之助、鳥居龍藏、鹿野忠雄、宮本延人、移川子之藏、馬淵東一、國分直一、千千岩助太郎

## 外部連結
- 淺井惠倫--臺灣原住民歷史語言文化大辭典 （页面存档备份，存于）